# Edmond Nerincx
Charles Edmond Nerincx (Halle, 11 maart 1846 - 29 januari 1917) was een Belgisch volksvertegenwoordiger.

## Biografie
Nerincx was een zoon van handelaar Julien Nerincx en Marie-Thérèse Carels. Hij trouwde in 1871 in Halle met Marie-Claire Van Volsem (1849-1925). Ze kregen zes zoons en drie dochters.
- Alfred Nerincx (1872-1943), rechtsgeleerde, hoogleraar aan de Katholieke Universiteit Leuven, secretaris van het Institut de Droit International, waarnemend burgemeester van Leuven tijdens de Tweede Wereldoorlog en senator, trouwde in 1907 in Landegem met Marguerite Rolin (1882-1968), dochter van Albéric Rolin, rechtsgeleerde, hoogleraar aan de Rijksuniversiteit Gent en voorzitter van het Institut de Droit International. Ze kregen een dochter, maar zonder afstammelingen tot heden.

Gepromoveerd tot doctor in de rechten (1869) aan de Universiteit van Luik, vestigde hij zich als advocaat bij het hof van beroep in Brussel.  
Vanaf 1872 werd hij politiek actief als provincieraadslid van Brabant en bleef dit tot in 1888. In 1899 was hij ook even gemeenteraadslid van Sint-Gillis.
In 1888 werd hij verkozen tot onafhankelijk volksvertegenwoordiger voor het arrondissement Brussel, tot in 1892. In 1894 werd hij katholiek volksvertegenwoordiger voor hetzelfde arrondissement en vervulde dit mandaat tot aan zijn dood. Vanaf 1901 tot 1917 was hij ondervoorzitter van de Kamer.
Nerincx was actief in de ondernemingswereld. Zo was hij:
- voorzitter van de nv Caisse des Propriétaires,
- bestuurder La Floridienne,
- afgevaardigd bestuurder van de Compagnie pour l'exploitation des machines à fabriquer les cigares,
- voorzitter van de suikerfabriek van Linovitzka,
- voorzitter Koolmijnen Elisabeth,
- bestuurder Chemins de fer Guillaume-Luxembourg,
- voorzitter van de Société agricole et industrielle 'La luinka',
- voorzitter van de Compagnie agricile et hypothécaire d'Argentine,
- voorzitter Mines de fer du Djebel Slata et du Djebel Hameina,
- voorzitter van de Algemene suikerfabriek van Brussel.

Ook was hij voorzitter van de Hogere Raad van Ambachten en Neringen, voorzitter van de kerkfabriek van Sint-Gillis en lid van de toezichtraad van het Koninklijk Conservatorium Brussel.